# کارل آموسو
کارل آموسو (انگلیسی: Karl Amoussou؛ زادهٔ ۲۱ نوامبر ۱۹۸۵) ورزشکار هنرهای رزمی ترکیبی و جودوکار اهل فرانسه است. وی از سال ۲۰۰۶ میلادی تاکنون مشغول فعالیت بوده‌است.
از باشگاه‌هایی که در آن بازی کرده‌است می‌توان به امریکن تاپ تیم اشاره کرد.